# سد حمرين

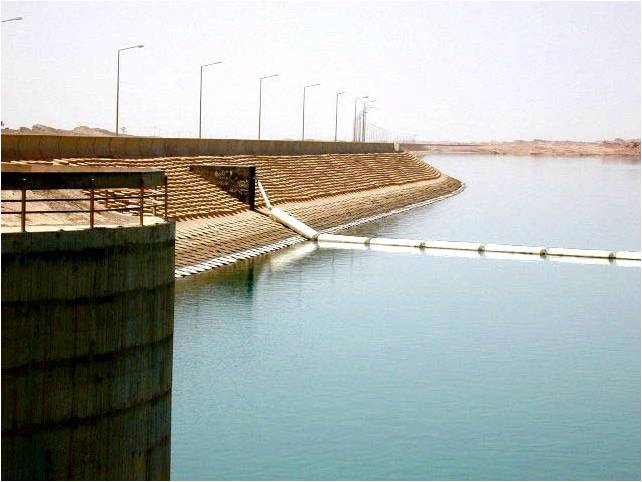

سد حمرين سد يقع على مجرى نهر الوند في محافظة ديالى شمال شرق العراق. افتتح في حزيران من عام 1981 م. يهدف السد إلى تنظيم مجرى نهر حلوان والسيطرة على الفيضانات كما أنه يعتبر أحد مصادر تأمين مياه الري لأكثر من ربع مليون هكتار في العراق. يقع السد على بعد 120 كليومتر شمال شرق بغداد. كما أنه يوفر 50 ميغا واط من الطاقة الكهربائية.
السد ركامي ذو لب طيني وقشرة حصوية يبلغ ارتفاعه 40 مترا وطوله 3360 مترا عند القمة وبعرض 8 أمتار وبمستوى 109.5 مترا فوق سطح البحر. تبلغ مساحة الخزن الإجمالية للسد 2.06 مليار متر مكعب منها 2.04 مليار متر مكعب خزن حي وذلك بمنسوب (104 م) وتكون مساحة حوض الخزن (340 كيلومتر مربعا). وللسد مسيل مائي عدد أبوابه (5) وعرض كل فتحة (10.6 م) وبارتفاع (12.5 م) وأعلى تصريف محتمل له هو 6800 م3/ثا بمنسوب 107.50 م.
المدير الحالي للمشروع المهندس ثعبان جاري عيفان.